# Mesquite (Texas)
Mesquite is een plaats (city) in de Amerikaanse staat Texas, en valt bestuurlijk gezien onder Dallas County en Kaufman County.

## Demografie
Bij de volkstelling in 2000 werd het aantal inwoners vastgesteld op 124.523.
In 2006 is het aantal inwoners door het United States Census Bureau geschat op 131.447, een stijging van 6924 (5.6%).

## Geografie
Volgens het United States Census Bureau beslaat de plaats een oppervlakte van
112,5 km², waarvan 112,4 km² land en 0,1 km² water. Mesquite ligt op ongeveer 151 m boven zeeniveau.

## Plaatsen in de nabije omgeving
De onderstaande figuur toont nabijgelegen plaatsen in een straal van 16 km rond Mesquite.